# ペドロ1世 (ブラジル皇帝)
ペドロ1世（ポルトガル語: Pedro I、1798年10月12日 - 1834年9月24日）は、ブラジル帝国初代皇帝（在位：1822年 - 1831年）。ポルトガル国王としてはペドロ4世（ポルトガル語: Pedro IV、在位：1826年）と呼ばれる。ブラジルでは一般にドン・ペドロ1世（ドン・ペドロ・プリメイロ）、「解放者」とよばれ、ポルトガルでは「戦争王」と呼ばれている。

## 生涯
1798年10月12日、ポルトガル摂政ジョアン王子の第4子（次男）としてリスボンに生まれる。長兄フランシスコが早世したので、実質的な王位継承者であった。1808年、ナポレオン軍のリスボン侵攻を前に、祖母である女王マリア1世や両親とともにブラジルのリオデジャネイロに逃れた。
ポルトガル宮廷のリオ滞在中、マリア1世が没して父がジョアン6世として即位した。王太子となったペドロは、1817年にオーストリア皇帝フランツ1世の次女マリア・レオポルディーネ（マリア・レオポルディナ）と結婚した。ペドロは粗野で横暴な人物で、ふだんは陽気だが、突然鞭を振り上げて暴れるようなところもあったという。また、レオポルディナに暴力を振るうこともあり、彼女が29歳で早世したのは夫の暴力が原因とも言われている。
1821年、ポルトガル宮廷がリスボンに帰還すると、ペドロはブラジル摂政として残留し、独立を望むブラジルの人々に擁立されて翌1822年に独立を宣言、皇帝ペドロ1世となった。ペドロ1世はリベラルな傾向が強く、1824年には立憲君主制の憲法を制定したが、アルゼンチンとの500日戦争に敗北すると事情が変わってきた。かつて併合したシスプラチナ州を失ったことは国民から大きな批判にさらされた。一説には、この敗戦が退位の最大の原因だとする説もあるほどである。さらにインフレの昂進、各地での反乱、愛人ドミティリアの専横を許し、ブラジル国民に絶大な人気のあった皇后レオポルディナに辛く当たったことなどが原因で、人気は落ち目となった。ペドロはただ議会の決議を承認しただけで、実際にブラジルを独立に導いたのはレオポルディナの功績だったからである。
ポルトガル王の父ジョアン6世が没した後、ペドロ1世は自身の王位継承を辞退し、娘のマリア2世が正統なポルトガル王位継承者とされた。しかしマリア2世は幼少のため在ブラジルのままであり、ポルトガル本国ではペドロの弟ミゲル1世が王位を僭称し（1828年 - 1834年）、極めて保守反動的な政治を行った。七月革命の余波がブラジルにも波及し、近衛兵までが暴動に加わるのを見て衝撃を受けたペドロ1世は、1831年にブラジル皇帝位を退き、長男ペドロ・デ・アルカンタラに譲位した。彼はイギリス軍艦に便乗して出国し、娘マリア2世の王位を主張してポルトガル本国に帰国、弟のミゲルとポルトガル内戦（1828年 - 1834年）を戦った。内戦はリベラル派の勝利に終わり、ミゲルは亡命に追い込まれたが、間もなくペドロも1834年9月24日にリスボンの宮殿で病死し、マリア2世が名実共にポルトガル女王となった。

## 生い立ち

### 誕生

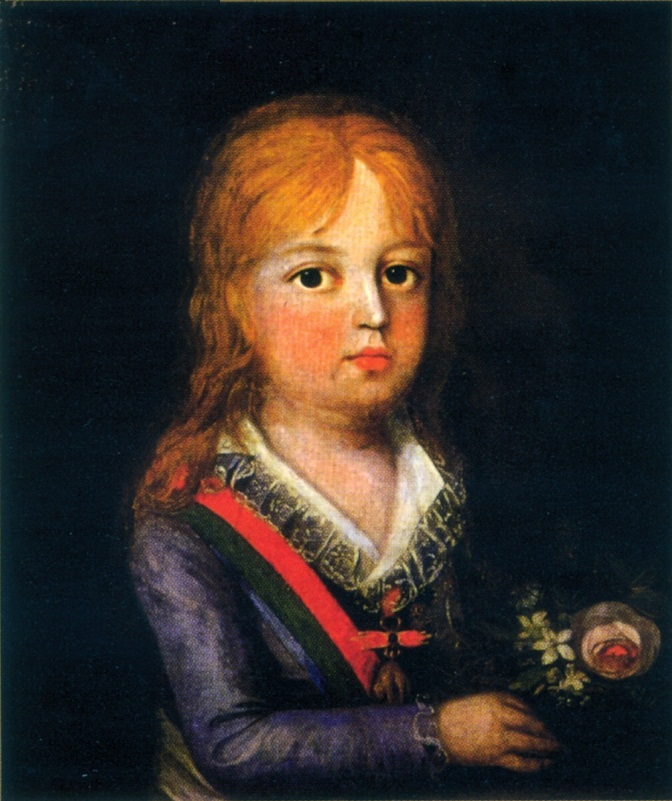
2歳のペドロ（1800年ごろ）

ペドロは1798年10月12日8時にリスボン近くのケルス宮殿で誕生した 。
彼はアルカンタラの聖ペドロにちなんで命名された。彼の全名はペドロ・デ・アルカンタラ・フランシスコ・アントニオ・ジョアン・カルルシュ・シャヴィエル・デ・パウラ・ミゲル・ラファエル・ジョアキン・ジョゼ・ゴンザーガ・パスコアル・シプリアーノ・セラフィン（Pedro de Alcântara Francisco António João Carlos Xavier de Paula Miguel Rafael Joaquim José Gonzaga Pascoal Cipriano Serafim）である。彼は「ドン（"Dom"）」の称号を有する。
彼の父、ジョアン王子（のちのジョアン6世）を通じてペドロはブラガンサ王家の成員であり、王配ペドロ3世とその妻のマリア1世女王の孫である（ペドロ3世とマリアは叔父と姪の関係でもある）。彼の母カルロッタ・ジョアキナはスペイン王カルロス4世の娘である。ペドロの両親の結婚は不幸であった。カルロッタ・ジョアキナは野心的な女性であり、彼女はポルトガルの国益を損ねてでもスペインの国益を追求しようとした。彼女は夫に対して不誠実であり、ポルトガルの不満貴族を糾合して彼の打倒をたくらんだという。
ジョアン王子の2人目の王子かつ第4子として、彼の兄フランシスコ・アントニオが1801年に死去したのに伴い、ペドロは彼の父の推定相続人となり、 ベイラ公に叙された。1792年にマリア女王が不治の精神障害を宣告されたため、ジョアン王子は母であるマリア1世に代わり摂政として執務していた。1802年までに、ペドロの両親は疎遠となった。ジョアンはマフラ国立宮殿に居住し、カルロッタ・ジョアキナはラマリャン宮殿を住まいとした。ペドロと彼の弟姉妹は両親から遠く離れたケレス宮殿で、祖母のマリア1世とともに暮らした。

### 教育

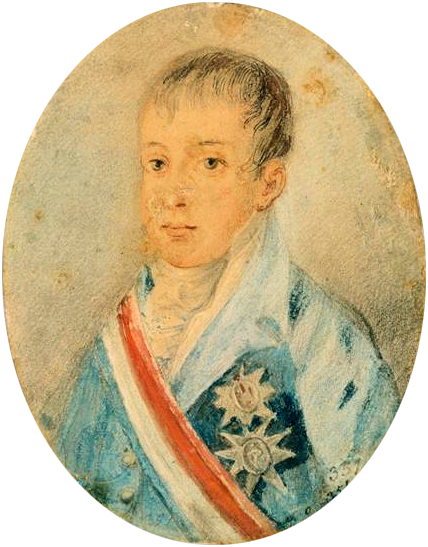
11歳のペドロ（1809年ころ）

1807年11月の終わり、ペドロは9歳であったが、このときナポレオン率いるフランスの侵略軍がリスボンに迫っていたので、王室はポルトガルを脱出した。1808年3月、ペドロと彼の家族はポルトガル最大にしてもっとも裕福な植民地であるポルトガル領ブラジルの主都リオデジャネイロに到着した。航海の間、ペドロは、航海技術を身に着け、ヴェルギリウスの『アエネーイス』を読み、船員と会話した。ブラジルでは、市立宮殿でのわずかの滞在ののち、ペドロは弟ミゲルと父とともにサン・クリストヴァン宮殿に居住した。父とは親密な関係とは言えなかったが、ペドロは父を愛し、父が母の手の中で苛まれている屈辱に憤慨した。成人すると、ペドロは公然と、母に対して軽蔑の感情のみを抱き、母を「あばずれ」と呼んだ。
幼少期の裏切り、冷たい仕打ちとなおざりにされた経験はペドロの人格形成に大きな影響を与えた。彼の幼少期のわずかな安定はは彼の「アーヤ（aia） 」と呼ばれる家庭教師、ドナ・マリア・ジェノヴェーヴァ・ド・レゴ・エ・マトスによってもたらされた。彼女はペドロから母のように愛された。加えて、彼の「アーヨ（aio）」 (監督官)のアントニオ・デ・アラービダ修道士もそれに貢献した。彼はのちにペドロの相談相手となった。2人ともペドロにしつけと適切な教育を施そうとした。彼の学業には、政治経済、論理学、歴史、地理など幅広い科目が包含されていた。彼はポルトガル語の読み書きを学んだだけでなく、ラテン語とフランス語も学んだ。彼は英語の翻訳ができ、ドイツ語が理解できた。のちに、皇帝に即位しても、ペドロは毎日少なくとも2時間は勉強と読書をした。
ペドロの学業が幅広いのにもかかわらず、彼の教育の欠如は明らかだった。歴史学者のオタヴィオ・タルクィニオ・デ・ソウザ（Otávio Tarquínio de Sousa）によれば、ペドロは「疑いなく知的で、頭の回転が速く、洞察力に優れていた」という。しかし歴史学者のロデリック・バーマン（Roderick J. Barman）は、彼は生まれつき「威勢が良すぎ、一貫性がなく、感情的すぎた」。彼は衝動的なままで、決して自己を律することやあるいは自分の決定の結果を評価し、状況に合わせて物の見方を変えることを学ばなかった。
彼の父は誰にも決してペドロを罰することを許さなかった。ペドロは毎日2時間の勉強時間を課せられていたが、彼は時々、自分が興味を持った活動に熱中するあまり、教師を退出させて学習を避けた。

### 最初の結婚

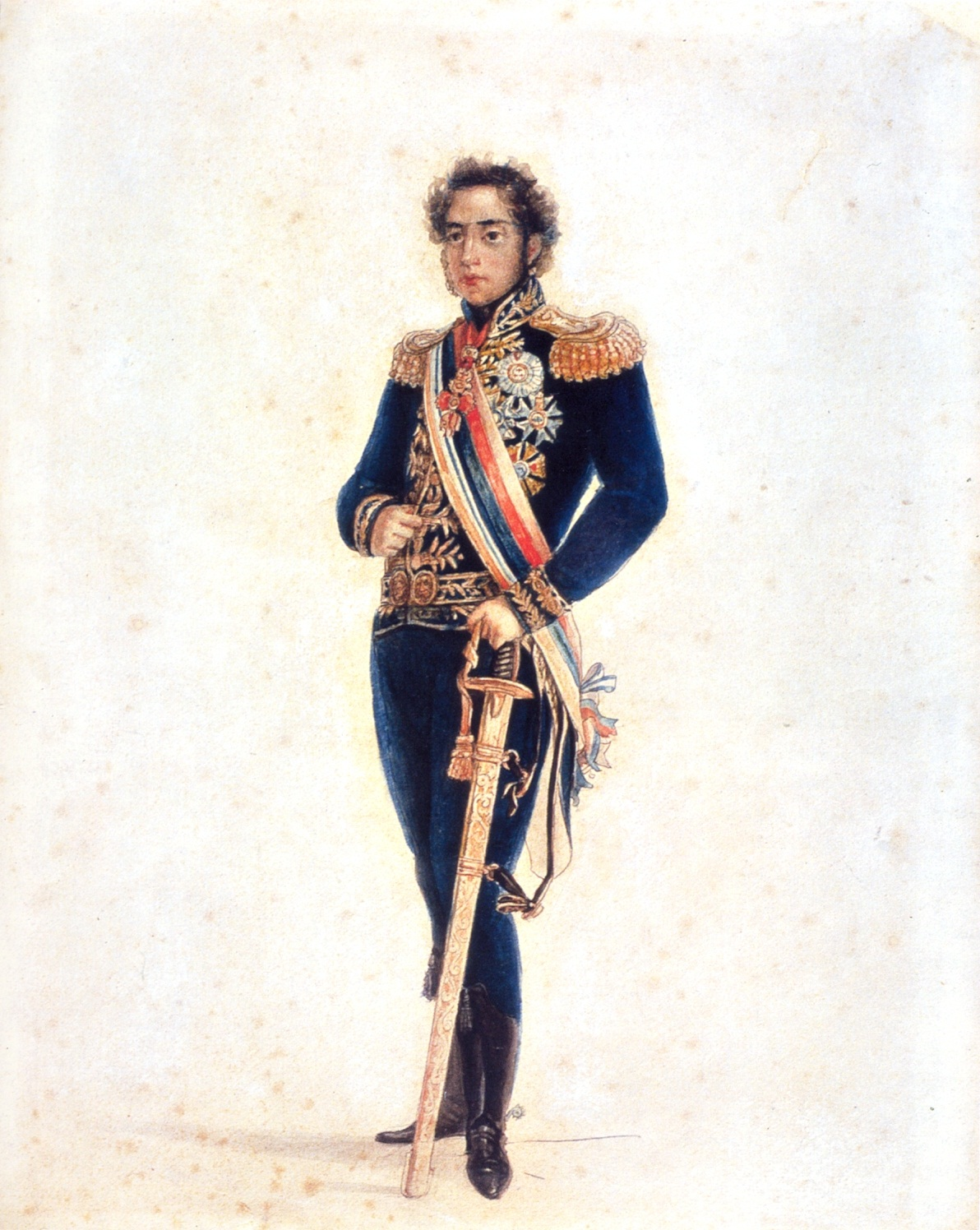
ジャン＝バティスト・デブレによるペドロ18歳の肖像（1816年）

ペドロは、座学よりも肉体的技能を要する活動に楽しみを見出した。王室の所有するサンタクルズ農園で、ペドロは荒馬の調教をし、騎馬に秀でるようになり、装蹄も上手くなった。
馬上で彼と弟ミゲルは大変なスタミナと大胆さを見せつけた。2人は見知らぬ土地に狩りに出かけ、森を抜け、夜や悪天候の中でも馬を駆った。彼は描画と手工芸でも才能を示した。彼は個人的な木工と家具作りの工房を構えた。加えて、彼は音楽の才を有していて、マルコス・ポルトゥガルの指導の下、王子は作曲を能くした。彼は美声の持ち主で、フルート、 トロンボーン、 ハープシコード、ファゴット、ヴァイオリンとギターの演奏に堪能で後者においては、 ルンドゥ, モディーニャ とファドをよく演奏した。
ペドロの性格はほとんど活動過剰とも言える力強い情動が著しかった。彼は衝動的で、高飛車で短気になる傾向があった。飽きっぽく気をとられやすく、私生活では彼は女遊びに興じ、さらに狩りと馬術がそれに続いた。彼の落ち着きのない精神は彼に冒険を強いた。彼は時々、変装してはリオデジャネイロの悪所に通った。彼が酒を飲むのはまれだったが 、どうしようもない女たらしであった。彼が最初に関係を持った女性は、フランス人ダンサーのノエミ・ティアリー（Noémi Thierry）だといい、彼女は彼の子を死産した。ペドロの父（すでに即位してジョアン6世となっていた）は、息子とオーストリア皇帝フランツ1世の皇女マリア・レオポルディナの結婚の邪魔にならないように彼女を追放した。
1817年5月13日、ペドロはマリア・レオポルディナと代理結婚した。11月5日、彼女がリオデジャネイロに到着したとき、彼女はすぐに、ペドロと恋に落ちた。彼は彼女が予想していた以上に魅力的だった。「熱帯の太陽の元で何年も過ごした彼の顔色は明るく、頬はバラ色であった」。19歳の王子は眉目秀麗で、平均よりやや高めの身長、輝く黒い瞳に暗い茶色の髪をしていた。歴史家ニール・マコーレイは以下のように書いている。「彼の良い容姿は、誰もがぎこちなくなる思春期にさえ毅然とした身のこなしと非の打ちどころのない身だしなみに多くを依っていた。習慣的にこざっぱりと清潔にし、彼は頻繁に入浴するブラジルの習慣に親しんでいた」。代理結婚の誓約を追認した次の日に結婚のミサがのちに挙行された。2人の間には7人の子どもが生まれた。マリア・ダ・グロリア、ミゲル（en:Miguel, Prince of Barlos, Prince of Beira）、ジャヌアリア・マリア、パウラ（en:Princess Paula of Brazil）、フランシスカ、ペドロ・デ・アルカンタラ（のちのブラジル皇帝ペドロ2世）である。ただし、レオポルディナは自分の事をハプスブルク家の犠牲者と呼び、自分は間もなく夫の暴力により死ぬだろうという悲痛な手紙を最後に29歳で死去している。

## ブラジルの独立

### 1820年の自由主義革命

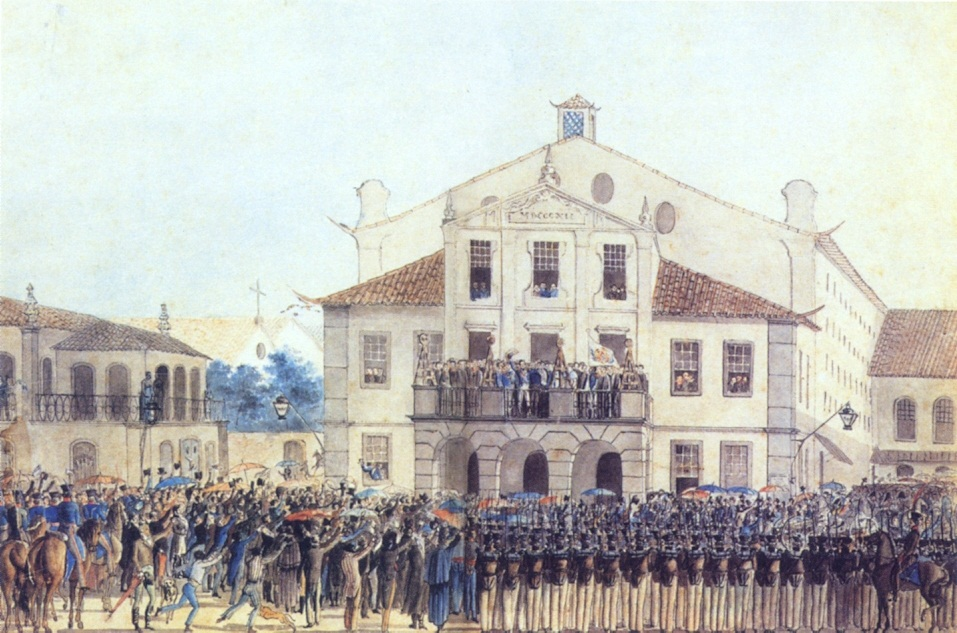
1821年2月26日、父王の名の下で「ポルトガル憲法」の遵守を誓うペドロ。バルコニーの真ん中で帽子を挙げている人物がペドロ。

1820年10月17日に、ポルトガルの警備隊が反乱を起こしたというニュースがもたらされた。この事件は1820年自由主義革命として知られる。軍は暫定政府を設立し、ジョアン6世の任命した摂政にとってかわり、このときに民主的に憲法制定の目的で選出した、数世紀の歴史ある議会「コルテス」を招集した。このとき彼の父は彼に助言を乞うのみならず、彼を摂政として代理統治のためにポルトガルに派遣し、革命派をなだめることも決定していたことにペドロは驚いた。王子は帝王学を受けていなかっただけでなく、これまで内政への参加を許されていなかった。彼の存在意義は姉のマリア・テレサの代わりであった。ジョアン6世は彼女の助言を頼りにしており、枢密院に参加する権利を与えられていたのは彼女だったのだ。
ペドロは父王と絶対君主制の原則に固執していた寵臣たちによって疑惑をもたれていた。対照的に、ペドロは自由主義と立憲議会制の支援者としてよく知られていた。彼はヴォルテール、バンジャマン・コンスタン、ガエターノ・フィランギェリ、エドマンド・バークの著作を読んでいた。彼の妻、レオポルディーナでさえ「神よ助けたまえ、夫は新しい思想を愛しているのです」と述べている。ジョアン6世は、ペドロがいったんポルトガルに到着すれば革命派によって王に推挙されることを恐れ、ペドロの出発を出来るだけ延期させた。
1821年2月26日、リオデジャネイロのポルトガル軍は反乱を起こした。リオデジャネイロよりやや離れたサン・クリストヴァンは落ち着いていたが、ジョアン6世も政府も反乱軍にたいして何の動きも見せなかった。ペドロは独自の行動を決断し、反乱軍の味方をした。彼は反乱軍と交渉し、父王にその要求を飲ませた。その要求には、新内閣の指名と、将来のポルトガル憲法の順守の誓約が含まれていた。4月21日、リオデジャネイロ教区選挙区は為替取引所で、コルテスの議員の選挙を行った。扇動者の小規模なグループが選挙会場を押さえ、革命政府を樹立した。ジョアン6世と大臣らは受動的で、王家は革命派の要求を受諾しようとし、このときペドロはイニシアチブをとり為替取引所に軍を派遣し秩序を回復させた。コルテスの圧力のもと、ジョアン6世とその家族は4月26日に、ペドロとマリア・レオポルディナを残して、帰国の途に就いた。2日前に父王はペドロに警告していた。「ペドロ、もしブラジルが独立するなら、あのような野心家どもでなく、予を敬うお前のためにそうさせよ」と。

### 「独立か死か」

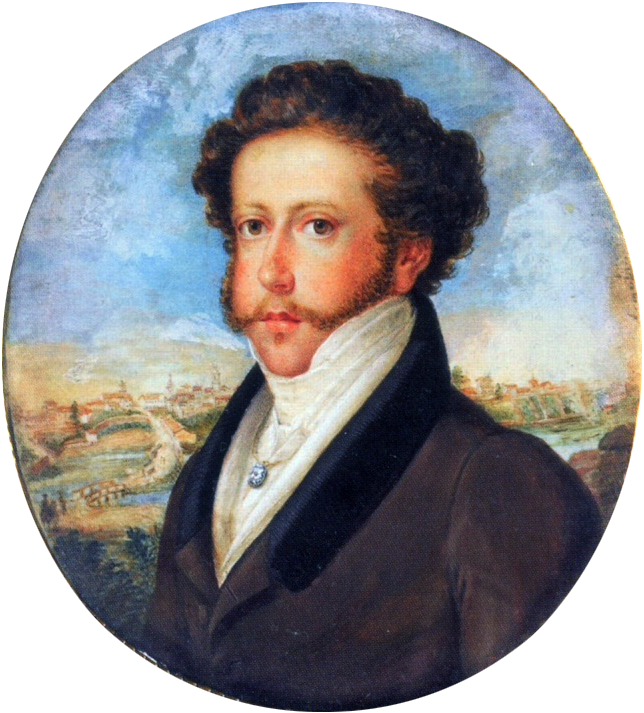
サンパウロの街を背景にした23歳のペドロの肖像画（1822年）

服装においても、人との付き合いにおいても、ペドロは質素な人物であった。礼服を着る厳粛な場を除けば、彼の日頃の服装は白い綿のズボンに縞の綿の上着を着用し、つばの広い麦藁帽をかぶるか、よりフォーマルな場ではフロックコートを着用し、トップハットをかぶっていた。彼はよく路上で世の人の関心を知るために人々と会話をした。摂政になった当初、ペドロは個人と財産の権利を保障する布告を出した。彼は政府の支出と租税を削減した。不動産所有者は土地の没収から保護されており、市民は令状なしで逮捕されることもなくなったし、刑事手続きなしで拘束されることもなくなった。被疑者はもはや手続きなしで48時間以上勾留されなくなったし、弁護人を立てることができた。拷問、秘密裁判、非人道的な拘束もまた廃止となった。為替取引所で拘束された革命派でさえ釈放された。6月5日にポルトガルのジョルジェ・アヴィレス（のちのアヴィレス伯）中将指揮下の軍が、ペドロに発布された「ポルトガル憲法」の遵守を宣誓するのを要求して、反乱を起こした。彼は去る2月26日に、個人的に独り反乱軍に味方していた。彼は静かに、機略的に交渉し、軍の尊敬を勝ち取り、彼らのより容認しがたい要求の影響の軽減に成功した。反乱は、ペドロを単なる傀儡にし、アヴィレスに権力を移譲するためのほとんどあからさまなクーデターであった。王子は不満足な結果を受け入れたが、圧力に屈するのはこれが最後であった。
継続する危機は後戻りできない点まで到達した。このとき「コルテス」はリオデジャネイロ中央政府を解散させ、ペドロの帰還を命じた。これは、ブラジル人には「ポルトガル＝ブラジル」は1815年以来植民地ではなく王国の地位にあったブラジルを、再びポルトガルに従属させる試みと感ぜられた。1822年1月9日、ペドロは彼にブラジルを離れないでほしいと嘆願する8千人の署名を含む請願を提示された。
彼は「それは万人の利となることで、国民全体の幸福のためであるから、私はよろこんでそれに従おう。私はここに留まると人々に告げよ」。アヴィレスは再び反乱をお起こし、ペドロにポルトガルに戻るように強要した。この時、王子は過去のポルトガル人による反乱に加わらなかった民兵隊と市民軍からなるブラジル軍を結集して迎え撃った。数で劣るアヴィレスは降伏し、彼の軍隊と一緒にブラジルから追放された。
次の数か月の間、ペドロはうわべだけでもポルトガルとの連帯を維持しようとつとめた。しかし最終的な決裂が迫った。有能な大臣ジョゼ・ボニファシオ・デ・アンドラダに助けられて、彼はリオデジャネイロの外に支援を求めた。王子は4月にミナス・ジェライスを旅し、8月にはサンパウロ州を訪れた。彼は両州で温かい歓迎を受け、その権威を強化した。サン・パウロから戻るさいに、彼は9月7日に送られた知らせを受け取った。「コルテスはブラジルの自治政府を受け入れず、この命令を破るものは皆罰する」と。
「ペドロは速やかな衝動から最も大胆な行動を避ける人物ではなく、彼は決断するのに手紙を読むのにかかる時間さえも要しなかった」とバーマンは書く 。ペドロは鹿毛の牝馬に跨り、従者と儀仗兵を前にペドロは言った。「友よ、ポルトガルのコルテスはわれらを隷従させ虐げようとしている。今日の日をもって、われらへの束縛は終わりだ。わが血にかけて、わが名誉にかけて、わが神にかけて、ブラジルに独立をもたらすことを誓う。ブラジル人よ、きょうのこの日より合言葉は『独立か死か！』だ！」

### 立憲君主
9月7日を過ぎてもジョアン6世はいまだに独立したブラジル王国の正当な統治者として承認されていなかった。ブラジル独立運動は王に対してではなく、単にコルテスによる支配体制とみなされていた。摂政王子は王ではなく皇帝としてブラジルの帝冠を受諾するように説得されていた。しかしペドロははっきりとせず、父王がブラジルに戻ってくればブラジルの王座を手放すつもりでいた。
24歳の誕生日に彼はドン・ペドロ1世とされ、同日10月12日にブラジル帝国が建国された。彼は12月1日に戴冠した。彼の優位はすぐにブラジル全域に広まったわけではなかった。彼は北部、北東と南部地域のいくつかの州を恭順させなければならなかった。そしてポルトガルの最後の抵抗部隊が降伏したのは1824年であった。

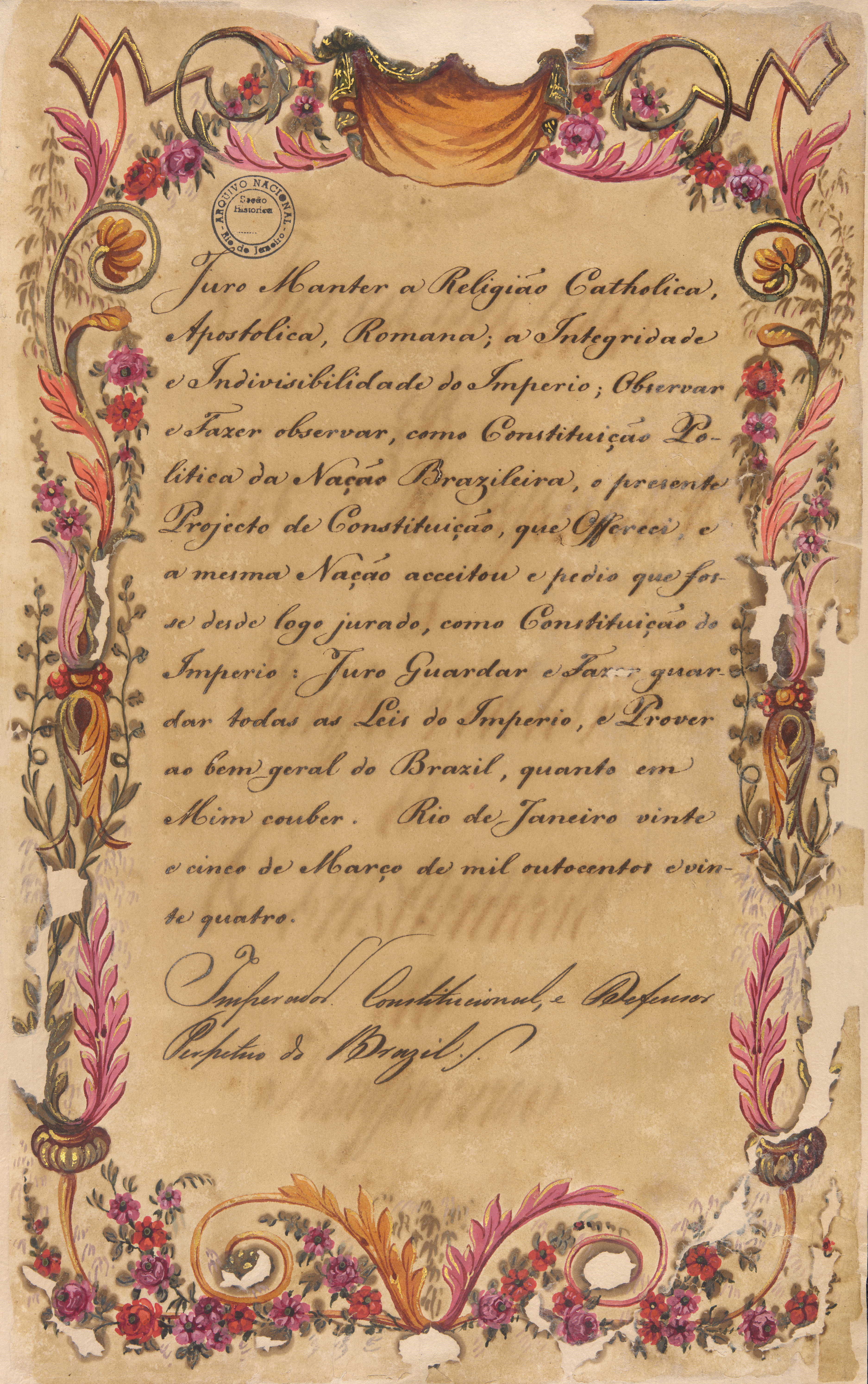
1824年のブラジル憲法へのペドロ1世の宣誓。

その間にペドロ1世とボニファシオの関係は悪化した。皇帝は彼をいったんは助言者とみなしたが、 ボニファシオの役割を新参者の卑屈な地位である学校長にしたことで摩擦がおきた。ペドロ1世が不適切な行為を理由にボニファシオとその兄マルティン・フランシスコ・デ・アンドラダを官職から遠ざけたとき状況は最悪になった。権威主義者で権力の乱用をも辞さないボニファシオはその地位を、政敵を苦しめ起訴し逮捕し、追放することにさえ利用してきた。数か月間、ボニファシオの政敵は、皇帝を味方につけようと画策した。ペドロ1世がまだ摂政王子だった1822年5月13日に、彼らはペドロに「ブラジルの永遠の守護者」の称号を与えた。8月2日に彼らはペドロ1世をフリーメイソンに入会させ、10月7日にボニファシオのものだった「大親方」（グランドマスター）の地位をペドロ1世に与えた。
皇帝とかつての大臣との間の危機はすぐに、憲法を起草するために選ばれた制憲立法議会に飛び火した。制憲立法議会議員でもあったボニファシオは、ブラジルの利益に対するポルトガルによる大きな陰謀の存在を主張し、ポルトガル生まれのペドロ1世も加担しているとほのめかす大衆扇動に訴えた。ポルトガル生まれの市民の忠誠心に対する侮蔑と、彼自身のブラジルへの忠誠に葛藤があるという暗示に皇帝は激怒した。1832年11月12日、ペドロ1世は制憲立法議会の解散を命令し、新しい議員を召集した。翌日、彼は土着の憲法の起草を担う枢密院を設置した。草案の写しはすべての都市の議会に送られ、大多数が賛成に投票し、帝国憲法はすぐに採用された。1824年3月25日に憲法は公布され、厳粛に宣誓された。憲法によって建国された高度に中央集権的な国家の結果として、セアラー州, パライバ州とペルナンブコ州での反乱者はブラジルからの脱退を企み、後に赤道連邦として知られるものに連合した。ペドロ1世は反乱軍をなだめるための申し出によって流血を避けようとしたが失敗した。怒ってペドロ1世は言った。「ペルナンブコからの侮辱は何が必要だったのか？必ずや罰を与える、先例として将来に資するような罰をだ！」反乱はその地域を掌握することはできずに容易に鎮圧された。1824年の終わりまでに反乱は終息した。16人の反乱者が裁判にかけられて処刑されたが、 その他の反乱者は皇帝によって赦免された。

## 内外の危機

### ポルトガル王室の危機

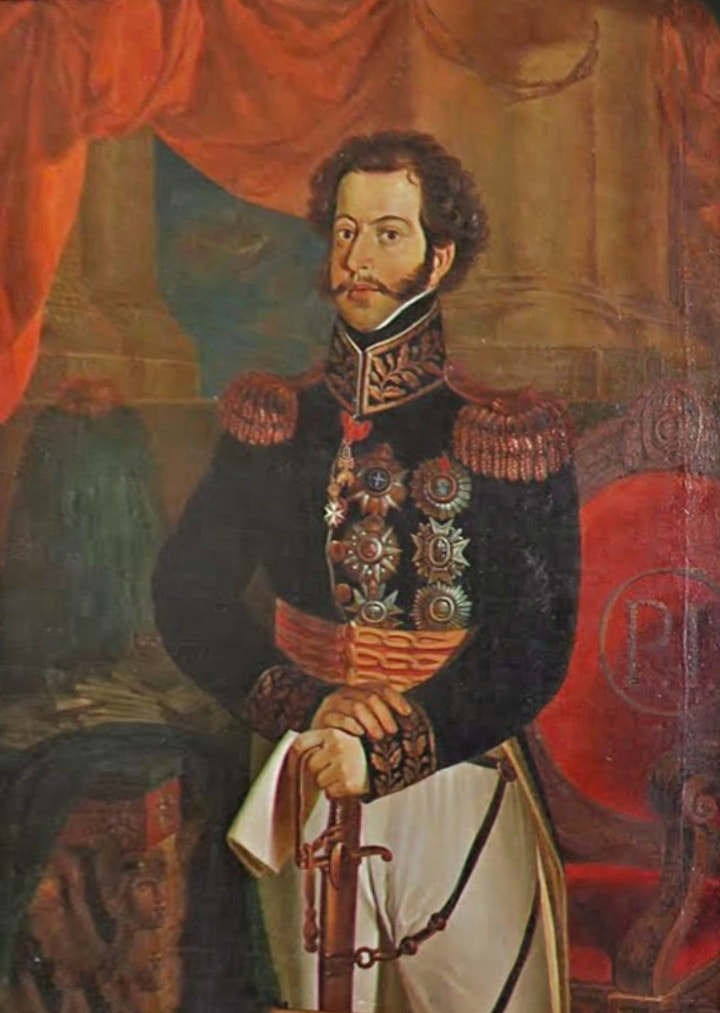
27歳のペドロ1世（バイーア州サルヴァドール旅行にさいして、1826年3月）

長い交渉ののち、1825年8月29日ポルトガルは「リオデジャネイロ条約」に調印し、ブラジルの独立を承認した。独立の承認を除けば、ブラジルに無条件のポルトガルへの賠償金の支払いの要求があるなどこの条約はブラジルには不利なものであった。賠償は、ブラジルに常駐していたポルトガル人が被った財産的損失全て、例えばブラジル政府に没収された資産に対して支払われた。ジョアン6世はブラジル皇帝を称する権利を与えられた。それに増す屈辱は、この条約は、ブラジル人が武力で勝ち取ったものではなく、「ジョアン6世の慈悲深い行動として与えられたもの」であることがほのめかされていたことであった。さらに悪いことに、ポルトガルとブラジルの間の交渉を進めるのに関わったイギリスへの褒賞として、イギリスに有利な通商の権利を更新する別の条約と、ブラジルは4年以内にアフリカとの奴隷貿易を廃止することに同意するという協定に調印させられた。この両方ともがブラジルの経済的利益には非常に有害なものであった。
数か月後、皇帝は父王が1826年3月26日に崩御した知らせを受け取った。彼はポルトガル王位を継承しポルトガル国王ペドロ4世となった。ポルトガルとブラジルの再統合が両国国民には容認できないことを知る彼は、すぐにポルトガル王から退位した。5月2日にペドロ1世はポルトガルとブラジルの王位の兼任を諦めた。このことはよく知られているが、ギリシャ王位の打診があったことはあまり知られていない。1822年4月ペドロが摂政王子だったころにギリシャ独立戦争のさなかのギリシャ政府によってギリシャ国王の打診があったが、彼はこれを丁重に断っている。はたしてギリシャ王にはバイエルン王子のオットーがギリシャ王国の国王オソン1世として即位した(Costa 1995, pp. 172–173)。ペドロ1世はまた1826年と1829年の二度にわたりペドロの伯父フェルナンド7世の絶対君主制に反対する自由主義者からスペイン王位の打診を受けている。ポルトガルとスペインの自由主義者は1830年にペドロを「イベリア皇帝」にすることで合意している。何も起こらなかったことから、彼はこの申し出もまた断ったようである(Costa 1995, pp. 195–197)。しかしながらブラジルの歴史家のセルジオ・コレッラとポルトガルの歴史家アントニオ・サルディニャは、わずかながら自由主義者への支援の証拠について論じている。すなわち、ペドロ1世のブラジル皇帝位を退位してポルトガル王である弟とスペイン王である伯父を廃位し、皇帝としてイベリア半島を統治しようとすることを示唆させる誘因の一つであるとする(Costa 1995, pp. 197, 199)。
彼は長女をポルトガル女王に即位させたが（マリア2世）、彼の退位は条件付きであった。ポルトガルはペドロが起草した憲法を受諾しなければならない、またマリア2世はペドロの弟ミゲルと結婚すること、といった条件であった。ペドロは1822年以来この結婚を想定ており、ブラジルに帰還するようミゲルを説得しようとした。
皇帝は弟に以下のようなことを書き送った。「お前にポルトガルから離れないように言う者は後を絶たないだろうが、彼らには糞でも食らえと言えばいい。そして彼らはブラジルの離脱とともに、お前がポルトガル国王になるというのだろう。もう一度糞でも食らえと言えばいい」 。退位したにもかかわらず、ペドロは「本国不在のポルトガル国王」として振る舞い、外交や政府の人事のような内政に介入した 。彼は、少なくともブラジル皇帝の地位とは別にポルトガルでの娘の権益を守ることが困難であることに気付いた。。
ミゲルはペドロの計画を遵守するふりはした。1828年に、彼は摂政と宣言され、カルロッタ・ジョアキナの支持を得るとすぐに憲法を廃止し、ポルトガルの絶対主義者の支援を受け、ポルトガル国王ドン・ミゲル1世を名乗った。愛する弟の裏切りの痛みだけでなく、存命の姉 マリア・テレザ、妹マリア・フランシスカ、イザベル・マリアとマリア・ダ・アスンサオンらのミゲル一派への合流にもペドロは耐えた。彼のいちばん末の妹アナ・デ・ジェズスは彼を裏切らず、のちに彼の近くにいるためにリオデジャネイロに渡った。ペドロは弟への憎悪を募らせ、ミゲルが父王を殺害したという噂を信じはじめ、ポルトガルに目を向け、マリア2世の王権のために海外からの支援を集めようとした。

### アルゼンチンとの戦争と皇后の崩御

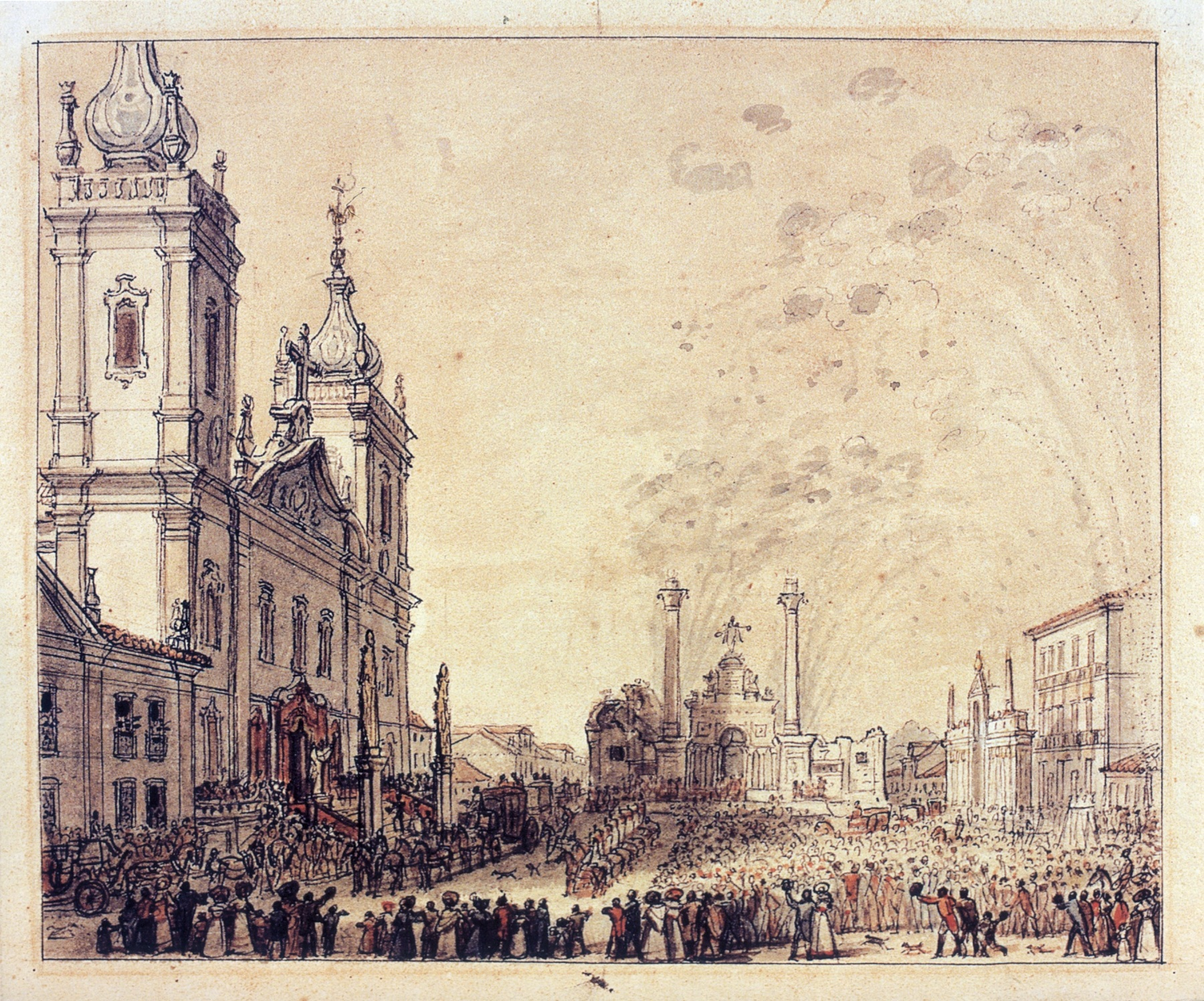
リオデジャネイロのサンフランシスコ広場で祝賀されるペドロ1世（1826年4月4日）

リオ・デ・ラ・プラタ諸州連合 (現在のアルゼンチン)の後押しを受け、1825年に小規模な集団がブラジルの最南端のシスプラチナ州の独立を宣言した。ブラジル政府は離脱の企てを当初小規模な反乱と考えていた。諸州連合がシスプラチナ州の併合を意図して介入しているというより大きな脅威が到来し、深刻な懸念を起こすまでには数か月間を要した。ブラジル帝国は報復として宣戦し、シスプラティーナ戦争を引き起こした。1826年2月に皇帝は皇后とマリア皇女とともに北西部のバイーア州を旅行し、皇帝はバイーア州の住民に温かく迎えられた。旅行は戦費を募る支援を醸成するために計画された。
皇帝の側近にはドミティリア・デ・カストロ (サントス子爵夫人、のちサントス侯爵夫人)が含まれており、1822年に初めて出会ってから彼女は皇帝の公妾であった。ペドロはマリア・レオポルディナにとってけっして貞節な夫ではなかったが、以前は他の女性との性的な関係を注意深く隠していた。しかし、彼の新しい愛人への寵愛は「露骨にして際限のないものになり」、それにさいし皇后は恥辱に耐え、ゴシップの対象となった。ペドロはいっそう皇后に対して無礼で意地悪くふるまうようになり、皇后には十分な資金を与えず、さらに宮殿から離れるのを禁じ、ドミティリアの存在を皇后付の女官として認めるように強要しさえした。特別待遇を求め、私腹を肥やす計画を進める者たちは、普通の合法な手段を避け、彼女の助力を仰ぐようになった。
1826年11月24日、ペドロはリオデジャネイロからサンタカタリーナ州サンジョゼへと渡航した。そこから、彼はリオグランデ・ド・スル州の州都ポルトアレグレへと騎馬で訪れた。そこには陸軍の主力部隊が駐屯していた。12月7日の訪問で、皇帝は軍の状況が彼の予想以上に悪化していることを知った。彼は「彼のいつもの活力で反応した。すなわち、彼は急な命令をいくつも下し、不正を働く者、そして不適格者という評判のある者たちを罷免し、兵士と親交を深め、軍と文民の政府にショックを与えた」。皇后が流産の後に死去したことを彼が知らされたのはリオデジャネイロへ戻る途上であった。
戦争は出口が見えないまま続いた。1828年6月、アイルランド人・ドイツ人傭兵の反乱がリオデジャネイロで起きた。ブラジルでの過酷な軍隊生活に不満を抱いた外国人傭兵たちは、諸州連合から、反乱を起こすだけでなく、交渉の切り札としての人質にするために皇帝を捕えるよう賄賂をもらっていた。傭兵たちの反乱は多大な犠牲を出して鎮圧された。ペドロは8月にシスプラチナ州を放棄し、この州はのちにウルグアイとして独立した。

### 二度目の結婚

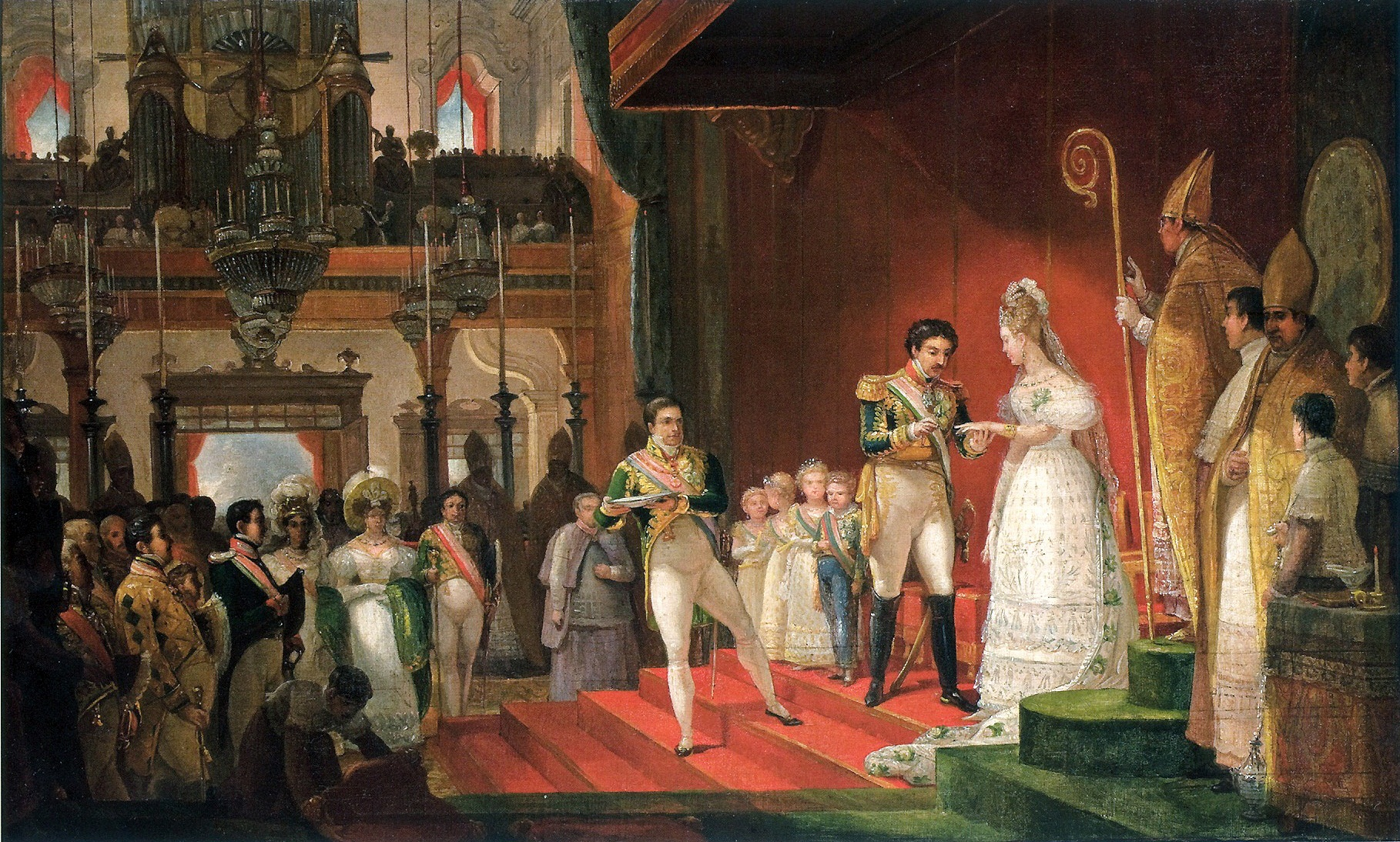
ペドロ1世とアメリー・ド・ボアルネの結婚。宮中席次によって並ぶ彼とマリア・レオポルディナとの間の子どもら、ペドロ、ジャヌアリア、パウラとフランシスカ

皇后崩御後、ペドロはいかに無慈悲に皇后を扱ってきたかを悟り、ドミティリアとの関係も崩壊し始めた。皇后は寵姫と違い、人気があり、誠実で、何の見返りも期待せずに皇帝を愛していた。皇帝は大いに皇后を悼み、ドミティリアへの熱中も彼の喪失感と後悔に勝ることはなかった。ある日、ドミティリアは皇帝が床に伏して亡き皇后の肖像を抱きしめて嗚咽しているところを見た。ペドロは皇后の悲しげな亡霊を見たと言った。のちに、皇帝はドミティリアと同衾していたベッドから離れ叫んだ。「一人にしてくれ！私は君主に値しない暮らしをしているのだ。皇后への思いが私から離れない」
彼は子供たちのことを忘れず、母のない、幼い息子ペドロを抱いている場面がそれまで以上に見られた。皇帝は息子を腕に抱えて「哀れな子よ、お前は世界一不幸な皇子だ」と言いながら。
ペドロの要求で、ドミティリアは1828年6月27日にリオデジャネイロを出た。彼は再婚し、よりよい人になろうとした。彼は義父オーストリア皇帝フランツ1世に誠心誠意説得を試み、以下のようなことを手紙で書いている。「私の悪行は終焉しました。私は再びかつて犯した過ちを繰り返さないでしょう。私は後悔し、神に許しを請い続けています」。フランツ1世は、娘が生前に耐えた行為に激しく立腹しており、ブラジルへの支援をやめ、ペドロがポルトガルに持つ権益の邪魔をした。
ペドロの過去の振る舞いに起因する悪評で、欧州各国の王女たちは相次いで結婚の申し出を断った。彼の自尊心は傷つき、彼は愛人ドミティリアが宮廷に戻ることを許した。ほぼ1年ほどたった1829年4月29日に彼女は戻った。しかし、婚約がついに結ばれると、彼はドミティリアとの関係をきっぱりと終わらせた。彼女は8月27日に郷里のサンパウロ州に戻った。それより前の8月2日に、彼はアメリー・ド・ボアルネと代理結婚した。彼女の生家の格式は低かったが、彼は、実際会ってみると彼女の美しさに言葉を失った。代理結婚での誓約は10月17日の結婚ミサで追認された。

## ポルトガルとブラジルの間で

### 終わりなき危機

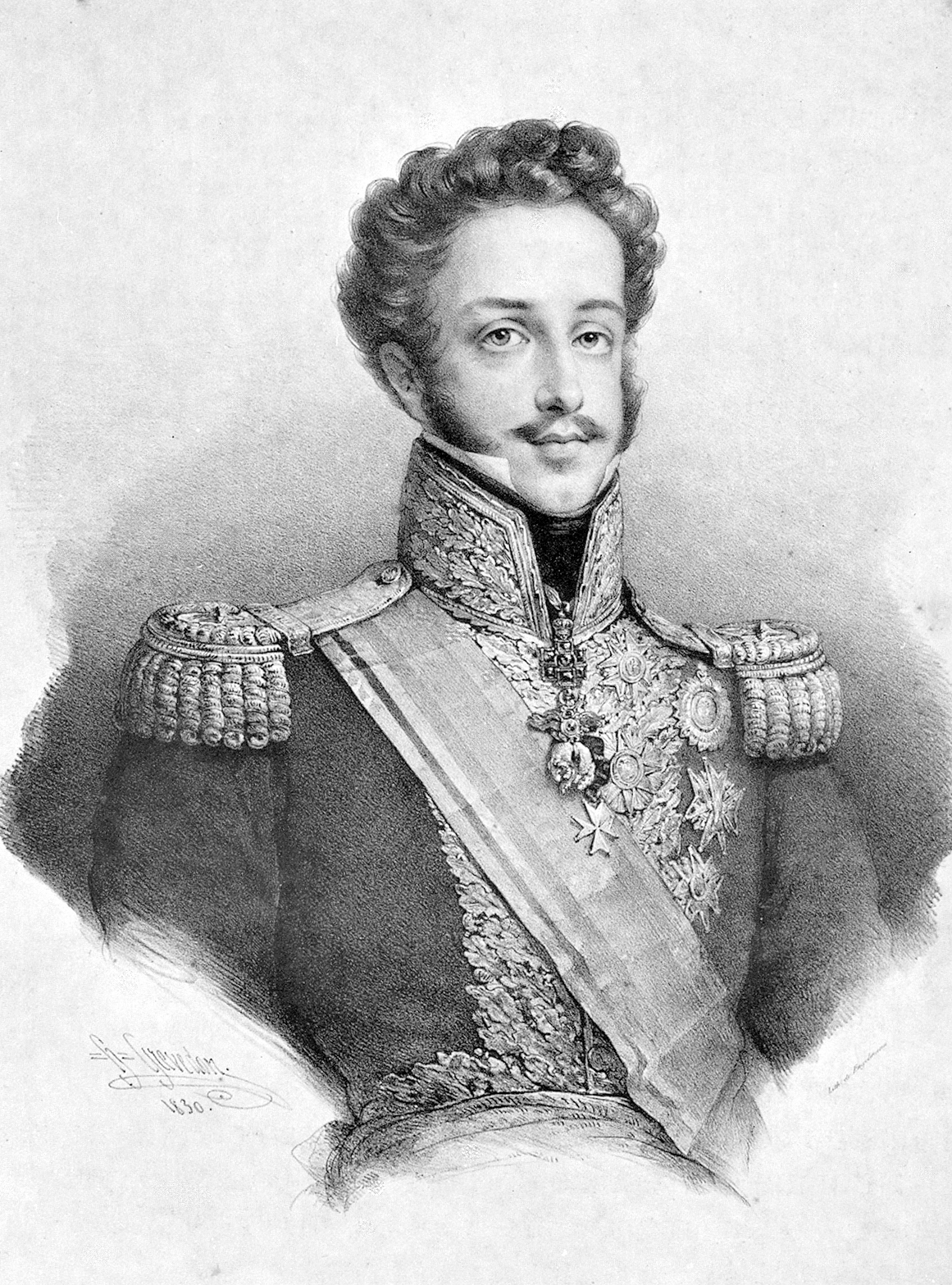
32歳のペドロ1世（1830年）

1823年の立憲議会の日々以来存在してきた、統治についての皇帝と立法府の間の勢力均衡のイデオロギー的争いは、1826年の大議会（いまのブラジル議会）の開会とともに再燃した。ペドロ1世と考えを同じくする勢力の政治家たちは君主が自由に大臣、政策、統治方針を選択すべきだと考えていた。これに反対する自由主義派として知られる政治家は、内閣は統治の方針を決める権限を保持すべきであり、同時に内閣は議会に責任ある多数派からの代表者から構成されるべきだと考えた。 厳密に言えばペドロ1世支持派も自由主義派の両方とも自由主義思想と立憲君主制を提唱していた
ペドロ1世の統治者としての失敗にもかかわらず、彼は憲法を尊重した。彼は選挙または信任投票の不正に介入しなかったし、政府によって裁可された法律の署名を拒否しなかったし、言論の自由になんら制約を加えなかった。 。貴族院の解散は君主大権の権限内だったが、それが自分の目的に合意しなかったときか立法院の開会を延期するときには、貴族院を解散せずに、新たな選挙を実施した。自由主義的な新聞とパンフレットはペドロ1世がポルトガルで生まれたことを明らかな罪(たとえば、ペドロの関心の多くはポルトガルを取り巻く情勢に向けられていた)と誤った攻撃(たとえば、彼は憲法を抑圧する謀議に関与して、ブラジルとポルトガルを再統合しようとしていた)の両方を補強するのに取り上げ。自由主義者たちは、オ・シャラサことフランシスコ・ゴメス・ダ・シルヴァを含むブラジル宮廷にいるポルトガル出身の皇帝の友人らがこれらの陰謀に関わっており、「影の内閣」を形成していると疑っていた。実際は、彼らの中にこのような事柄に関心を示す者はいなかったし、彼らがどんな関心を持っていたにせよ、憲法を廃止し、またはブラジルをポルトガルの統制下に置こうとする宮廷の謀議などはなかったのである。
自由主義者による批判のもう一つの根拠はペドロ1世の奴隷制度廃止の考えに関係していた。皇帝は実際奴隷制度廃止のための段階的な過程を考えていた。しかし、憲法では立法権は議会の手中にあり、議会は奴隷を所有する大土地所有者によって占められていた。彼らは奴隷制度廃止のいかなる試みにも反対であった。皇帝は自ら模範となることで議会を説得しようとし、サンタ・クルズ農場の奴隷を解放し、その土地を与えることで奴隷制廃止のモデルとした。。ペドロ1世はまたほかの進歩的な思想を公言していた。1822年1月9日に当時摂政皇太子だった彼がブラジルに残る意向を宣言したとき、人々がペドロの馬車から馬を解き放ち、馬車を自ら引くことで彼の栄誉を讃えようとしたのを彼は拒否した。彼の返答は王権神授説と貴族の血統の優位性と人種の白人優位説の公然たる非難であった。「我が同朋たる人間たちがただの人を神のように讃えるのを目にするのは大変悲しい。 私は我が血潮の色が黒人と同じ色であることを知っている」。

### 退位

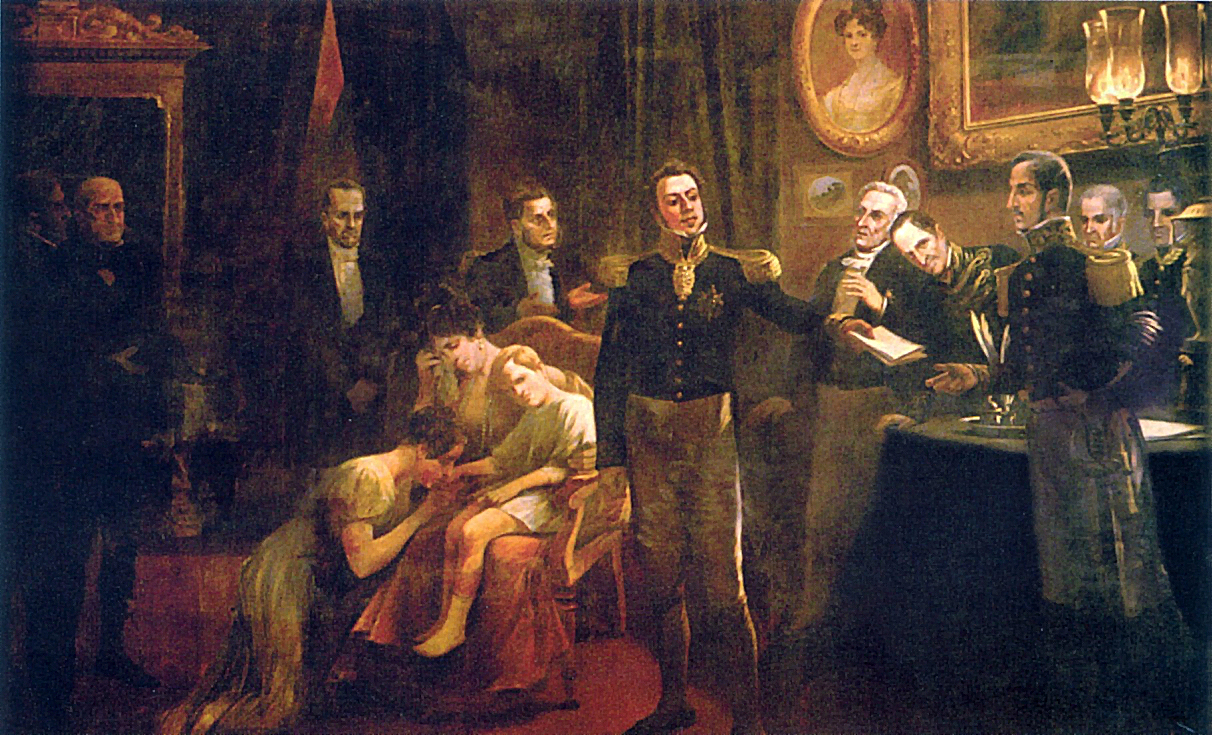
1831年4月7日にペドロ1世は退位の詔勅を提出した

ドミティリアの宮廷からの追放の後、振る舞いを改めるという皇帝の誓いは守られた。ペドロ1世の2人目の妻アメリーは優しく子供たちを愛し、皇帝の家族と国民が渇望した平穏をもたらした。柄にもなくペドロはもう浮名を流すこともなく、妻に忠実になった。過去の過ちを償い前に進むために、ペドロ1世は前の大臣で助言者だったジョゼ・ボニファシオと和解した。
皇帝の自由主義派を懐柔する努力は重要な変化に結実した。彼は責任内閣制を確立した「1827年法」を支援した。1831年3月19日、彼は統治において議会により重要な役割を認め、反対派の政治家によって構成された内閣を任命した。そして、「影の内閣」の黒い噂を打ち消すために、フランシスコ・ゴメスらポルトガル出身の友人たちにヨーロッパにおける役職を提案した。
ペドロの懐柔策にもかかわらず自由主義派からの彼の政府と「外国生まれ」への継続的な攻撃は止まず、ペドロを困らせた。彼らの強硬姿勢に悩まされたペドロは悪化していく政治状況に取り組む意欲を無くしていった。その間に、ポルトガル人亡命者は彼にブラジルを諦めて、その代わりにペドロの娘マリア・ダ・グロリアのポルトガル王位継承権のために精力を傾けるように働きかけた。ロデリック・バーマンによれば、「危機において、皇帝の能力は光り輝いた。その神経は冷静になり、行動においては機知に富み、不退転のものとなる。退屈で、慎重さと妥協だらけの立憲君主としての生活は彼の人となりとは対立するものであった」。他方で、彼は「娘の事情に、彼の人柄に最も訴えかけるあらゆるものを見出した。ポルトガルに行くことで、彼は、その騎士道精神と自己犠牲精神を誇示し、虐げられた者を擁護し、憲法による支配を支持し、彼が熱望した行動の自由を満喫することができたのである」。
1829年のはじめには退位とポルトガル行きの考えは彼の心の中に芽生え、彼はしばしばそれについて話していた。 思いつきを行動に移す機会はすぐに現れた。自由主義者の中の急進派はリオデジャネイロのポルトガル人共同体に嫌がらせをするために町のごろつきを扇動した。1831年3月11日、「割れた瓶の夜（"noite das garrafadas"）」として知られる事件で、ポルトガル人は報復し、騒動は首都の街頭に広まった。4月5日、ペドロ1世は事態収拾の命令に対する無能力を理由に3月19日に組閣されたばかりの自由主義内閣を解散した。。急進派によって煽られたより大きな群衆は4月6日の午後にはリオデジャネイロの中心部に集まり、倒された内閣の復帰を要求した。皇帝の返答は「余は人民のためにはあらゆることをするが人民に強いられたことはしない」であった。日暮れののち、近衛兵を含む軍はペドロ1世を見捨て、抗議者たちに合流した。ここにきて彼はいかに自分が孤立し、ブラジル情勢から切り離されている状態になっていたかを悟った。皆が驚いたことに、4月7日の3時ごろに彼は退位した。退位の勅書が伝令によって届けられると彼は言った。「これが我が退位の詔勅である、余はヨーロッパに戻り、余が深く愛し、なおも愛すこの国を離れる」

## ヨーロッパへの帰還
ペドロはイギリス軍艦に便乗して出国し、娘マリア2世の王位を主張してポルトガル本国に帰国、弟のミゲルとポルトガル内戦（1828年 - 1834年）を戦った。内戦はリベラル派の勝利に終わり、ミゲルは亡命に追い込まれたが、間もなくペドロも1834年9月24日にリスボンのケルス宮殿で病死し、マリア2世が名実共にポルトガル女王となった。

### ポルトガル内戦

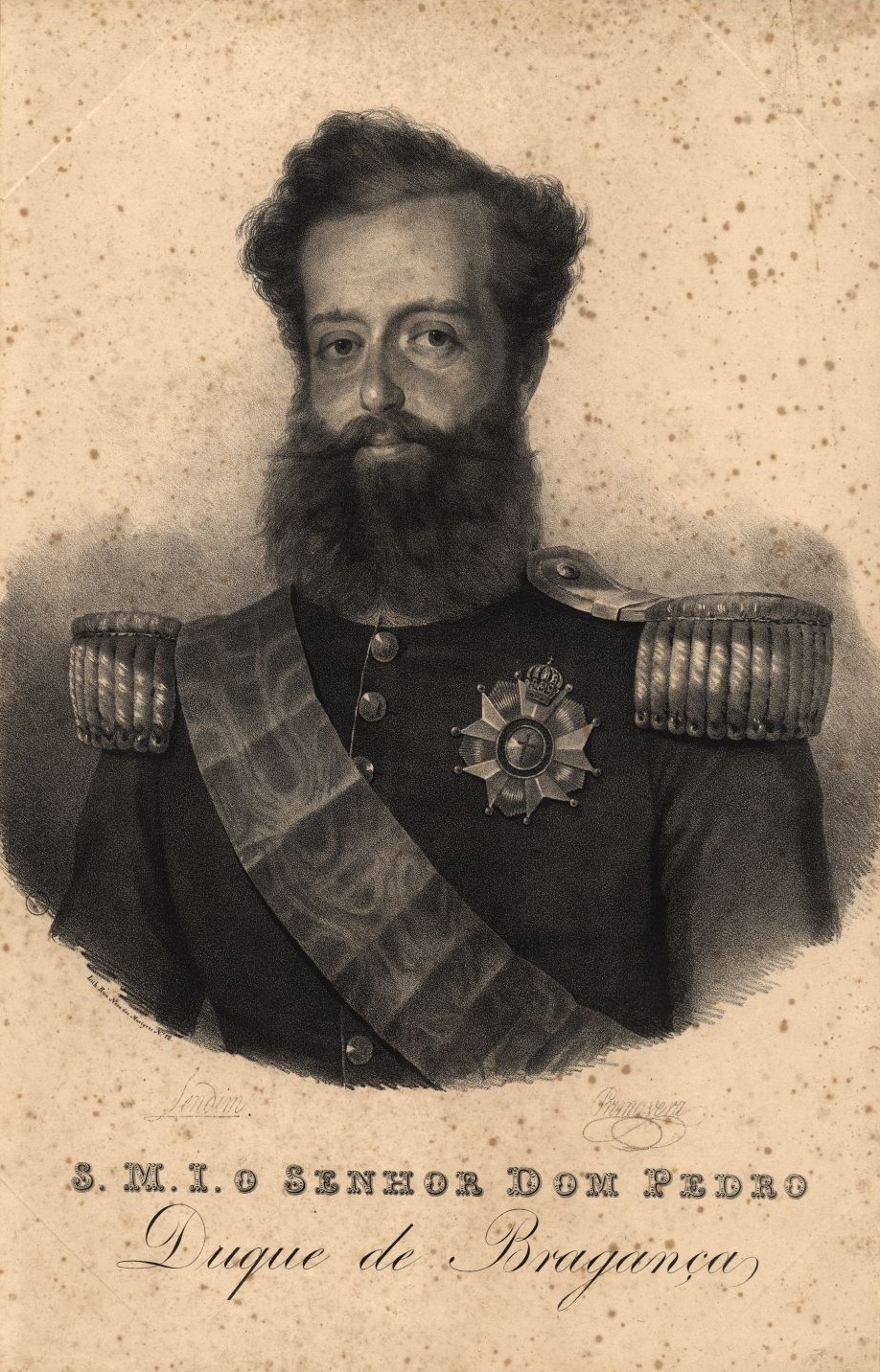
ブラガンサ公ペドロ35歳、1833年。ペドロとペドロの兵たちは、マリア2世が復位するまで髭を剃らないことを誓ったという。

4月7日の夜明け、ペドロ、妃と皇女マリア・ダ・グロリアと妹アナ・デ・ジェズスを含む者たちはイギリスの戦艦 HMS ウォースパイトの甲板上の人となった。艦船はリオデジャネイロ沖で投錨し、4月13日に前皇帝はヨーロッパ行きのHMS ヴォラージに乗り換え、出発した。6月10日に彼はフランスのシェルブール＝オクトヴィルに到着した。続く数月間に、彼はフランスとイギリスの間を往来した。彼は温かく歓迎されたものの、両国から実質的な支援は受けられなかった。彼はブラジル皇室においてもポルトガル王室においても公的な地位を保持していないという厄介な状況にいることを悟り、ペドロは6月15日にブラガンサ公の称号を名乗った。この称号は彼がポルトガル王位継承者だったとき一度称したものである。
この称号はマリア2世の後継者に属すべきものであり、彼がそうではないのは明白であったが、彼の主張は一般的に認知された。 12月1日にアメリー妃が彼女にとって唯一の娘となるマリア・アメリアをパリで出産している。
彼は、ジョゼ・ボニファシオの庇護のもとブラジルに残してきた子供たちのことを忘れなかった。彼は、どれほど彼が子どもたちを恋しがっているのを伝え、繰り返し彼らに真面目に教育を受けるように求めて、どの子どもたちにも痛切な手紙を書き送った。退位の直前に、ペドロは皇位継承者である皇太子に「私は、弟のミゲルと私がブラガンサ家で悪い教育を受けた最後の王族となるようにするつもりだ」と語った。 1830年代にペドロの旗の下で戦った海軍司令官チャールズ・ネイピアは、「彼の美点は彼自身のものであり、彼の欠点は教育不足のせいであり、彼自身よりも深くその欠陥に気づいている者はいなかった」と所見を述べている。
彼のペドロ2世への手紙はしばしば、少年皇帝が読む水準を超えた言葉で書かれており、歴史家はそのような文は主に、若き君主が成長してから指針となりうるアドバイスとして書かれた、と考えている。ペドロ2世への手紙におけるこの注目に値する文は、ブラガンサ公の政治哲学に力強い洞察を与えるものであった。
「王侯が、ただ王侯であるためゆえに、ただ尊敬される時代は終わった。人民がその権利についてよく知っている、我々が生きる世紀では、王侯は単なる人になるべきであり、自分たちが人であり神でないことを知るべきであり、王侯はいち早く尊敬されるよりも愛されるために、その知識と優れた感性が必要不可欠であることを知るべきである。」
彼は「自由な人民の統治者への尊敬は、統治者が人民を、人民が志す至福の水準に達成できると人民が抱く確信より生まれなければならない。そうでなければ統治者にも人民にも不幸である」と結んでいる。
パリでは、ペドロはラファエット侯ジルベール・デュ・モティエと知己をえた。アメリカ独立戦争に参加した侯は彼の最も忠実な支援者となった。1832年1月25日、ペドロはラファイエットの家族と本人と200人もの有志とに別れを告げた。彼はマリア2世を前に、跪きこういった「女王陛下、ここには陛下の権利を支持し王冠を取り戻さんとするポルトガルの将軍が一人います」。マリアは涙を流し父を抱擁した。ペドロは大西洋のアゾレス諸島に帆走した。同諸島はマリア2世に忠実な唯一のポルトガル領土であった。数か月の最終準備の後、ペドロはポルトガル本土へ出港し、7月9日には反対もないままポルト市に入った。彼は、外国の傭兵や ラファイエットの孫のアドリアン・ジュール・ド・ラステリー(Adrien Jules de Lasteyrie)のような義勇兵同様に、アルメイダ・ガレットとアレシャンドレ・エルクラノのようなポルトガルの自由主義者で構成される小規模な陸軍の指揮官になった。

### 死去

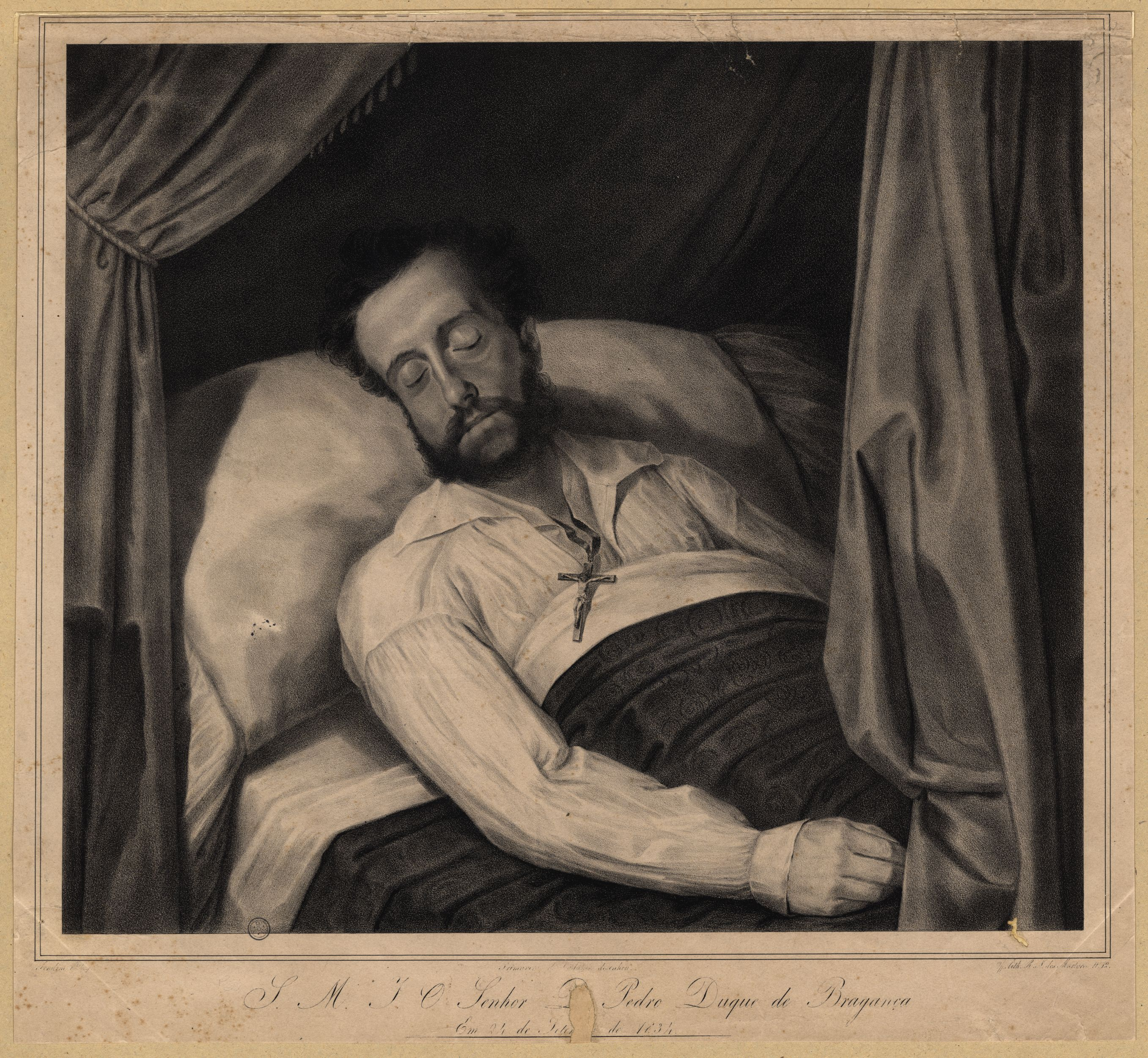
1834年、死去直前のペドロ

数でひどく劣るペドロの自由主義軍は1年以上の間、ポルトで包囲を受けた。1833年のはじめ、ここに彼はブラジルのジョゼ・ボニファシオからパウラ王女が危篤である報を受け取った。ペドロは彼の子どもたちの傅役に二つの要求をした。「第一は、彼女の美しい遺髪を私のために残してほしい。第二は彼女を「良き救いの聖母の女子修道院（Nossa Senhora da Ajuda） 」に安置してほしい。同修道院は彼女の良き母にしてわが后マリア・レオポルディナの遺体が安置されている場所である。亡き妻のために、きょうさえは私は思慕の涙を流している。…私は父として汝に、哀れな寂しい父として、自ら彼女の母の遺体の隣に、その子宮に授けられし子を横たえ、二人のために祈ってくれるよう頼む」。
数か月後、9月に、彼はブラジルから来たボニファシオの弟アントニオ・カルロス・デ・アンドラーダと会った。帝政復古党（Restorationist Party）の代表として、アントニオ・カルロスはブラガンサ公にブラジルに帰還し、彼がかつて治めた帝国を皇帝ペドロ2世が成人するまで、摂政として統治するよう求めた。ペドロは、帝政復古主義者が自分を権力増大を促進する道具に使用することを理解しており、単に一派閥ではなく、ブラジル国民が彼の帰還を望んでいるかを確認するようにというほぼ不可能な要求で、アントニオ・カルロスを困らせた。ブラガンサ公は摂政として帰還する要求を憲法上妥当なものにするよう主張した。人民の意志は、地域の代表者、および総会により承認された彼の摂政への任命によって伝えられなければならない。それから「ブラジル議会の公式な使節団によってポルトガルで彼に嘆願書が呈示され」れば、彼は摂政就任を受諾することを考慮すると言った。
戦争の間、ブラガンサ公は大砲を据え付け、塹壕を掘り、負傷者の手当てをし、様々な階級の者たちと食事をし、彼の隣の兵が被弾しばらばらに吹っ飛ばされるような激戦を戦った。軍を二手に分けて一部を南ポルトガルへと送り危険な陸海同時攻撃を仕掛けるまで、ブラガンサ公の敗色は濃厚だった。アルガルヴェ地方を陥落させた遠征軍はリスボンへと北進し、7月24日にはこれを降伏させた 。ペドロは国の残りの鎮圧をすすめたが、ときおりしも紛争が終息に向けておちついてきたときに、姪のイサベル2世からスペイン王位を奪おうとしていた、彼の叔父ドン・カルロスが介入してきた。 この第1次カルリスタ戦争というイベリア半島全域を巻き込んだより大きな紛争に、ブラガンサ公はイサベル2世に忠実なスペインの自由主義陣営と同盟し、ミゲルとカルロスを打倒した。1834年5月26日にエヴォラモンテの和約が結ばれた。
数年ごとにてんかんの発作が現れる期間を除いては、ペドロは常に健康に恵まれていた。しかし、戦争は彼の肉体をむしばんでいた。1834年までに彼は結核で死の淵にいた。彼は9月10日からケレス宮殿で病臥にあった。ペドロは、ブラジル国民に向けて公開書簡を朗読し、そこで彼は段階的な奴隷制度の廃止を採用するよう要請した。彼は国民に警告した。「奴隷制度は邪悪である。そして人類の権利と尊厳への攻撃である。しかし、結果としてそれは、奴隷的拘束に苦しむ人々に対して以上に、奴隷制を合法としている国民全体に対して有害なのだ。奴隷制度は道徳をむしばむ癌である」長い病苦ののち、1834年9月24日午後2時30分にペドロは死去した。彼の希望により、彼の心臓はポルトのラパ教会に安置され、遺体はブラガンサ家のパンテオンに埋葬された。彼の訃報は11月20日にリオデジャネイロにもたらされたが、彼の子どもたちは12月2日まで父の死を知らされなかった。ボニファシオは傅役としての地位を解かれていたが、ペドロ2世と皇帝の妹たちに「ドン・ペドロは亡くなってはおられません。死ぬのはただの人です、英雄は死にません」と書き送った。

### 遺産

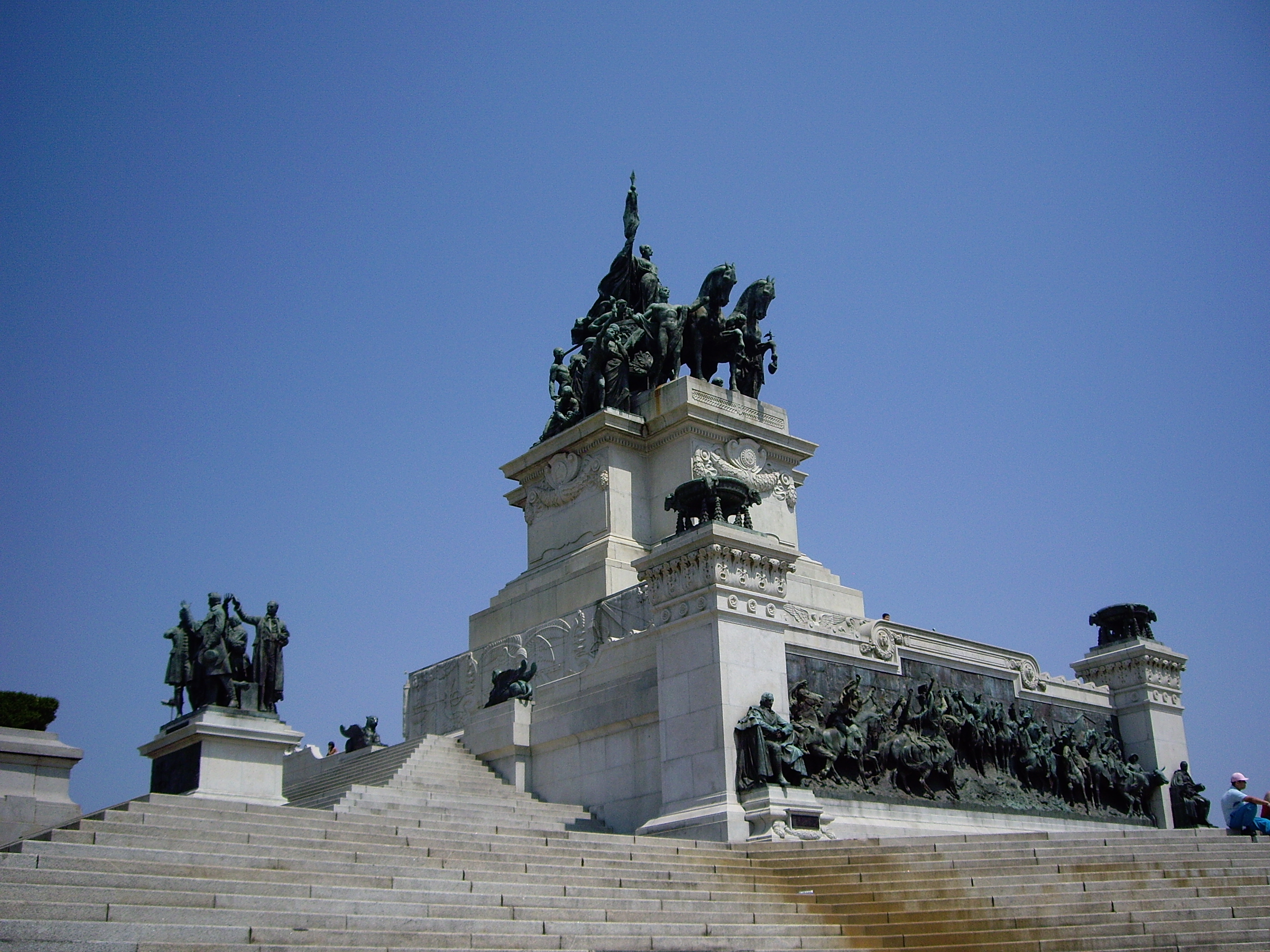
ペドロ1世とその2人の妃が埋葬されているブラジル独立記念碑

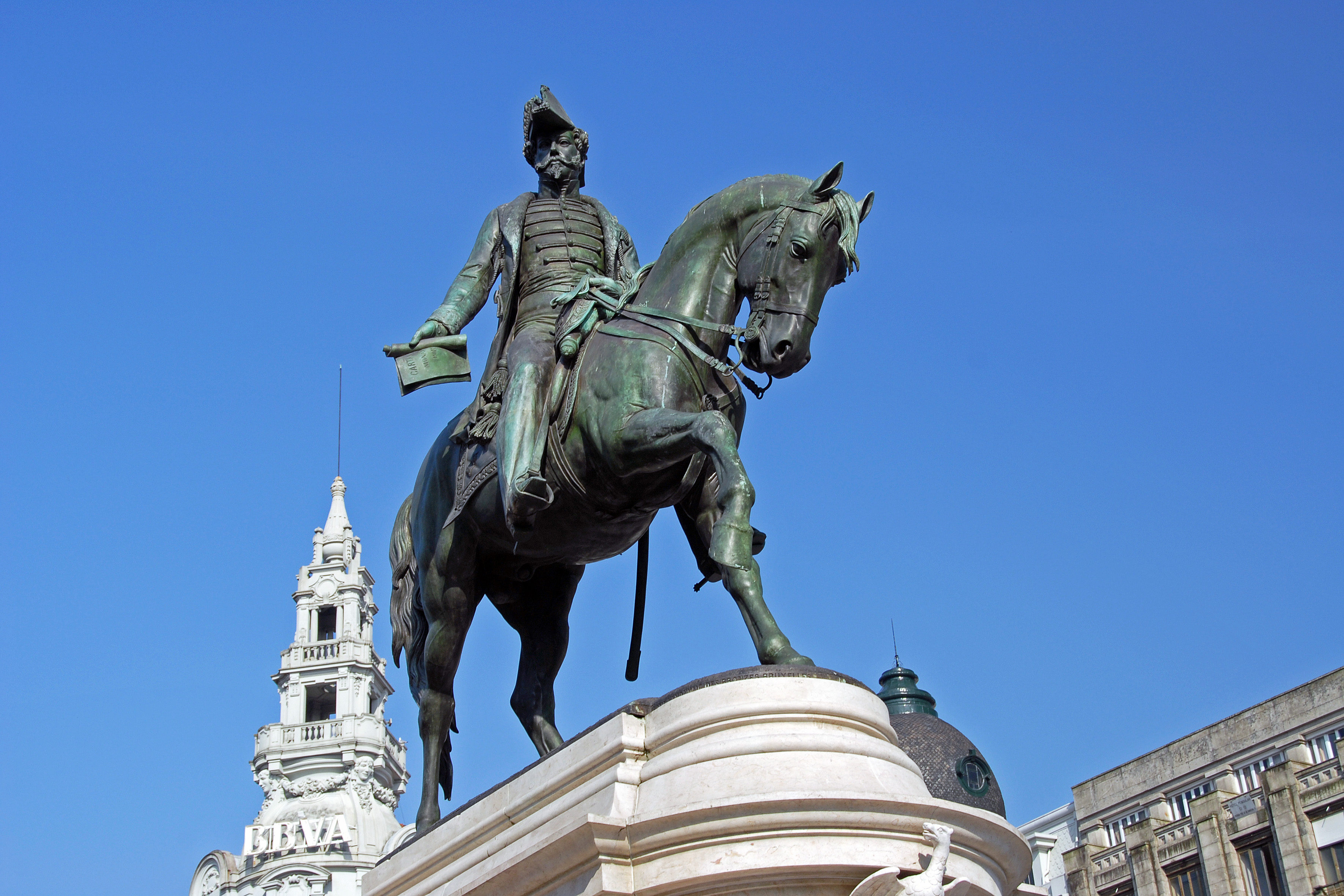
ポルトのリベルダーデ広場にあるペドロ4世の騎馬像

ペドロ1世の死により、それまで強大であった帝政復古党は一夜にして消え去った。ペドロ1世が権力の座に戻る脅威がなくなったことで、以前の帝政に対する公正な評価が可能となった。エヴァリスト・ダ・ヴェイガは自由党のリーダーでペドロに最も批判的な人物の一人であったが、声明を残しており、歴史家オタヴィオ・タルクィニオ・デ・ソウザによると、それが後世に続く有力な見解となった：「ブラジルの前皇帝は普通の君主ではありませんでした…そして神の摂理は、彼をブラジルとポルトガル双方における解放のための強力な道具とされました。もし我々（ブラジル国民）が自由な国にいるなら、もし我々の地が無政府状態と軍人魂に支配され敵対し合う小さな共和国に分けられることがなかったなら、我々の元に残り、我々の独立を求めた叫びを最初にあげた彼の決意に大いに感謝するべきでしょう。」さらに、「もしポルトガルが最も暗く屈辱的な暴政から解放されたとしたら…もし教養ある人々による代議政治からもたらされる利益を享受しているなら、それは彼のおかげでしょう。ペドロ・デ・アルカンタラ、そのポルトガルのための疲労、苦悩そして犠牲によって彼は大いなる国民の感謝の賛辞を得ているのです。」
ペドロ1世の治世の後半の間ブラジルに住んでいたジョン・アーミテージは、「皇帝の過ちですら、母国の出来事に与えた影響を通して大いなる利益を伴っている。もし彼がもっと賢く統治していたなら、彼が選んだ地にとっては良かったであろうが、もしかしたら、人類にとっては不幸な事だったかもしれない。」と述べている。さらにアーミテージは、「亡きフランス皇帝のように彼もまた運命の子、いやむしろ、偉大で計り知れない目的のための、全能で情け深い神の摂理の手中の道具であった。かつて旧世界でも新世界でも、彼はこれ以降さらなる革命の道具となり、彼の父祖の地における輝かしくもつかの間の偉業を前にして、社会的および宗教的自由のための高潔かつ勇敢な彼の献身的愛によって、以前の人生における過ちと愚行を十分に償う宿命だった。」とも付け加えている。
ブラジル独立150周年にあたる1972年に、ペドロ1世の心臓を除く遺体が－彼の遺言に従って－盛大なファンファーレとともに国家元首としての礼遇をもってブラジルに運ばれた。彼の遺体は、皇妃マリア・レオポルディナおよびアメリーと一緒にサンパウロのブラジル独立記念碑に再埋葬された。数年後、ニール・マコーレイは、「ドン・ペドロに対する批判は自由になされ、それはしばしば激しいものであった。それが彼に二つの王位からの退位を促した。国民の批判に対する彼の忍耐と権力を手放すことへの抵抗のなさによって、ドン・ペドロは先立つ絶対主義者や昔の王たちの在位期間と同じくらい確実な在位期間を持つ今日の強権的な政府の支配者たちと区別される」と述べている。マコーレーは、「ドン・ペドロのように成功したリベラルな指導者はときおり石や青銅の記念碑で称えられるかもしれない。しかし、4階建ての高さの彼らの肖像が公共建築物となることはない。彼らの写真が何万人もの制服を着た人々を動員した行進において掲げられることもない。彼らの名前に「－イズム」という接尾辞がつくこともない」と断言している。

## 称号と栄典

### 称号と紋章
ブラジル皇帝としての称号は:立憲皇帝にしてブラジルの永遠の守護者、ドン・ペドロ1世陛下
ポルトガル国王としての称号は:ポルトガルとアルガルヴェ、アフリカの諸海洋の王にして、ギニアとアラビア、ペルシアおよびインドの征服、航海、通商の君主…ドン・ペドロ4世陛下

### 爵位
ポルトガル王位継承者として:
- ブラガンサ公[6]
- バルセロス公[6]
- ギマランイス公[6]
- ヴィラ・ヴィソサ侯[6]
- オウレム伯[6]
- バルセロス伯[6]
- ファリア及びネイヴァ伯[6]
- アライオロス伯[6]
- ギマランイス伯[6]

### 栄典

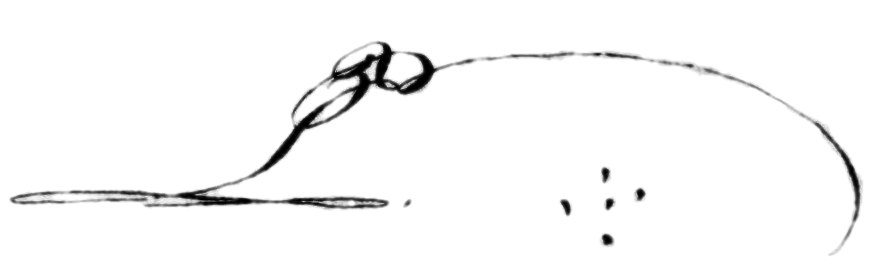
公文書でのイニシャルによるサイン

ブラジル皇帝ペドロ1世はグランドマスターとして以下のような勲章を佩用していた。
- キリスト勲章
- アヴィス帝国勲章
- 剣のサンティアゴ帝国勲章
- 南十字星国家勲章
- ペドロ1世勲章
- 薔薇勲章

ポルトガル国王ペドロ4世はグランドマスターとして以下の勲章を佩用していた。
- キリスト勲章
- アヴィスの聖ベネディクトゥス勲章
- 剣のサンティアゴ勲章
- 塔と剣勲章
- ヴィラ・ヴィソーサの無原罪の受胎勲章

ポルトガル王を退位後に授与された勲章。
- ポルトガル王国勇気と忠誠と塔と剣のメリット大十字騎士勲章1834年9月20日[121]

外国からの受賞
- スペイン金羊毛騎士団勲章
- スペインカルロス3世大十字勲章
- スペイン カトリック両王イサベル大十字勲章
- フランスサン・ルイ大十字勲章
- フランス聖霊騎士団勲章
- フランスサン・ミシェル騎士団勲章
- オーストリア・ハンガリー帝国聖シュテファン大十字勲章

## 系譜

### 子女
| 名前                                                                                           | 肖像 | 生没年                                                                                         | 備考 |
| 母はマリア・レオポルディナ (1797年1月22日 – 1826年12月11日; 1817年5月13日結婚（代理人による）) | 母はマリア・レオポルディナ (1797年1月22日 – 1826年12月11日; 1817年5月13日結婚（代理人による）) | 母はマリア・レオポルディナ (1797年1月22日 – 1826年12月11日; 1817年5月13日結婚（代理人による）) | 母はマリア・レオポルディナ (1797年1月22日 – 1826年12月11日; 1817年5月13日結婚（代理人による）) |
| ---------------------------------------------------------------------------------------------- | --- | ---------------------------------------------------------------------------------------------- | --- |
| マリア2世                                                                                      | Painting showing the head and shoulders of a young woman wearing a lacey blue dress with auburn hair pulled back | 1819年4月4日 – 1853年11月15日                                                                  | ポルトガル女王「マリア2世」（在位1826年―1853年）。最初の王配オギュストとは結婚後数か月で死別。次の王配ザクセン＝コーブルク＝ゴータ家のフェルディナント（フェルナンド2世 ）とは11人の子どもをもうける。マリア2世の系統は1835年10月30日のブラジルの帝位継承法no. 91によってブラジル帝室の帝位継承権を失う。 |
| ベイラ公ミゲル                                                                                 | | 1820年4月26日―同月同日没                                                                       | 夭折 |
| ベイラ公ジョアン・カルルシュ                                                                   | | 1821年6月6日 – 1822年2月4日                                                                    | 夭折 |
| ジャヌアリア                                                                                   | Sepia photograph showing the head and shoulders of a middle-aged woman wearing a dark dress with thin white collar | 1822年3月11日 – 1901年3月13日                                                                  | アクイラ伯ルイージ（両シチリア王国王フランチェスコ1世の王子）と結婚。4人の子をもうける。1822年6月4日に公式にポルトガルのインファンタに承認される。しかしブラジルの独立とともに、ポルトガル王家の系統から除外される。 |
| パウラ                                                                                         | | 1823年2月17日 – 1833年1月16日                                                                  | 9歳で夭折。髄膜炎か？ブラジル独立後に誕生。ポルトガル王家の系統から除外。 |
| フランシスカ                                                                                   | Faded sepia photograph showing the head and shoulders of a lady wearing a veil over her hair | 1824年8月2日 – 1898年3月27日                                                                   | ジョアンヴィル公フランソワ・フィリップ（フランス7月王政のルイ・フィリップの王子）と結婚。3人の子をもうける。ブラジル独立後の誕生のためポルトガルの王室の系統から除外。 |
| ペドロ2世                                                                                      | Sepia photograph showing the head and shoulders of a bearded, light-haired man wearing a formal black coat, white shirt and dark cravat                                                                                                  | 1825年12月2日 – 1891年12月5日                                                                  | 2代ブラジル皇帝（在位1831年―1889年）。皇后はテレサ・クリスティナ（両シチリア王国フランチェスコ1世の王女）。4人の子をもうける。父帝がポルトガル王を退位したために「ポルトガル王ペドロ5世」にはなれず。系統もポルトガル王室から除外。 |
| 母はアメリー・ド・ボアルネ (1812年7月31日 – 1873年1月26日;1829年8月2日結婚（代理人による）)    | |                                                                                                | |
| マリア・アメリア                                                                               | Painted head and shoulders portrait of a young woman wearing an ermine stole thrown over one shoulder, a double strand of large pearls around her neck, pearl drop earrings, and a pink camellia arranged in the hair over her right ear | 1831年12月1日 – 1853年2月4日                                                                   | 彼女はヨーロッパで育ち、ブラジルに住むことはなかった。マリア・アメリアは第2次メキシコ帝国の皇帝となるハプスブルク家のマクシミリアン大公の婚約者であった。父がポルトガル王退位後に誕生したため、ポルトガル王位継承権喪失。 |
| 母はサントス侯爵夫人ドミティリア・デ・カストロ (1797年12月27日 – 1867年11月3日)                | |                                                                                                | |
| ゴイアス公爵夫人イザベル・マリア                                                               | Black and white copy of a painted portrait showing the head and shoulders of a woman with dark, curled hair, large eyes and wearing a circlet of flowers and veil on her head                                                            | 1824年5月23日 – 1898年                                                                         | 彼女はペドロ1世の子のうち彼本人が公式に婚外子であることを認知しただ一人の子である。 1826年5月24日、イザベル・マリアはゴイアス公爵の爵位と殿下の称号とドナ（"Dona"）の尊称を使用する権利を与えられる。 彼女はブラジル帝国で初めて公爵の爵位を保持した人物である。 これらの栄典は彼女にブラジル皇女の地位を授与するものでもなければ、彼女を皇位継承対象者に含めるものでもなかった。 ペドロ1世の遺志で、彼女はペドロの財産を分与された。彼女は1843年4月17日に外国人貴族トロイベルク伯爵エルンスト・フィッシュラー・フォン・トロイベルクと結婚し、それに伴いブラジル帝国での栄典を喪失した。 |
| ペドロ・デ・アルカンターラ・ブラジレイロ                                                       | | 1825年12月7日 – 1825年12月27日                                                                 | ペドロは「サン・パウロ公」の爵位を与えることを考えたようだが、夭折したため実現しなかった。 |
| マリア・イザベル・デ・アルカンターラ・ブラジレイロ                                             | | 1827年8月13日 – 1828年10月25日                                                                 | ペドロ1世は彼女にセアラー公爵夫人の爵位と殿下の称号、「ドナ」の尊称を使用する権利を与えようと考えたが、彼女の早すぎる死により実行されなかった。しかしながら、「彼女の称号が帝室の公式な台帳に記載されていなくとも、また彼女の葬儀に関する書類に記載されていなくとも」多くの歴史資料において彼女はセアラー公爵夫人と呼ばれている。 |
| イグアス伯爵夫人マリア・イザベル・デ・アルカンターラ                                           | Black and white photograph showing the head and shoulders of a woman with dark hair wearing a dress with a large, white collar | 1830年2月28日 – 1896年                                                                         | マリア・イザベルは1848年にバルバセナ侯フェリスベルトの息子ペドロ・カルデイラ・ブラントとの結婚によりイグアス伯爵夫人となった。。アメリー妃との結婚のせいで彼女には爵位は与えられなかった。ペドロ1世は自身の遺書により彼女を娘として認知したが、アメリー妃に対しマリア・イザベルの教育と養育を援助するよう要請しただけで、財産は分与しなかった。。 |
| 母はソロカバ男爵夫人マリア・ベネディタ(1792年12月18日 – 1857年3月5日)                          | |                                                                                                | |
| ロドリーゴ・デルフィン・ペレイラ                                                               | Faded sepia photograph showing the head and shoulders of a man with dark, wavy hair, mustache and wearing a dark coat, white shirt with wingtip collar and dark cravat                                                                   | 1823年11月4日 – 1891年1月31日                                                                  | ペドロ1世の遺志で息子として認知され、財産を分与された。彼はブラジルの外交官となり、生涯のほとんどをヨーロッパで過ごした。 |
| 母はアンリエット・ジョセフィーヌ・クレマンス・セセ                                             | |                                                                                                | |
| ペドロ・デ・アルカンターラ・ブラジレイロ                                                       | Faded sepia photograph showing the head and shoulders of a man with dark, wavy hair, mustache and wearing a dark coat, white shirt with wingtip collar and dark cravat                                                                   | 1829年8月23日                                                                                  | ペドロ1世の遺志で息子として認知され、財産を分与された。マリア・パロマレスと結婚し、4人の子女を儲けた。アメリカ合衆国でフランス領事館の領事代理を30年以上勤め、いくつかの事業に関わった。 |

## その他
1964年よりブラジルで発行されていた100クルゼイロ紙幣で肖像が使用されていた。